# دوازدهمین دوره جوایز اسکار
دوازدهمین دوره مراسم اعطای جوایز اسکار (انگلیسی: 12th Academy Awards)، توسط آکادمی علوم و هنرهای تصاویر متحرک و به افتخار بهترین فیلم‌های سال ۱۹۳۹، در روز پنج شنبه ۲۹ فوریه ۱۹۴۰ در ضیافت نخلستان نارگیل هتل امبسدور لس آنجلس  (مطابق جمعه ۹ اسفند ۱۳۱۸ به وقت ایران) برگزار شد. باب هوپ برای اولین بار مجری اصلی این مراسم بود.
فیلم بر باد رفته ساخته دیوید او. سلزنیک با داشتن چهارده نامزدی ، بیشترین نامزدی سال را دریافت کرد. فیلم های دیگری که در چندین رشته نامزد شده اند عبارتند از: آقای اسمیت به واشینگتن می‌رود، بلندی‌های بادگیر، خداحافظ، آقای چیپس، دلیجان، رابطه عاشقانه، جادوگر شهر از، فصل باران آمد، زندگی خصوصی الیزابت و اسکس، نینوتچکا، موش‌ها و آدم‌ها و پیروزی سیاه.
این اولین سالی بود که در رشته جلوه های ویژه ، جایزه اسکار اهدا شد ( قبلاً گاهی جوایز "دستاورد ویژه" برای جلوه های فیلم اهدا می شد) ، و همچنین اولین سالی بود که دو جایزه برای دو بخش رشته فیلمبرداری ارائه می شد (یکی برای یک فیلم رنگی و دیگری برای یک فیلم سیاه و سفید). همچنین اولین باری بود که در این رویداد یک فیلم (بر باد رفته) بیش از ده نامزدی اسکار را دریافت کرده بود.

## جوایز
| جایزه اسکار بهترین فیلم | جایزه اسکار بهترین کارگردانی |
| --- | --- |
| - بر باد رفته – دیوید او. سلزنیک - پیروزی سیاه – دیوید لوئیس - خداحافظ، آقای چیپس – ویکتور ساویل - رابطه عاشقانه – لئو مک‌کری - آقای اسمیت به واشنگتن می‌رود – فرانک کاپرا - نینوتچکا – سیدنی فرانکلین - موش‌ها و آدم‌ها – لوئیس مایلستون - دلیجان – والتر وانگر - جادوگر شهر از – مروین لیروی - بلندی‌های بادگیر – ساموئل گلدوین                                                                          | - ویکتور فلمینگ – بر باد رفته - فرانک کاپرا – آقای اسمیت به واشنگتن می‌رود - جان فورد – دلیجان - سم وود – خداحافظ، آقای چیپس - ویلیام وایلر – بلندی‌های بادگیر |
| جایزه اسکار بهترین بازیگر نقش اول مرد | جایزه اسکار بهترین بازیگر نقش اول زن |
| - رابرت دونات – خداحافظ، آقای چیپس - کلارک گیبل – بر باد رفته - لارنس الیویه – بلندی‌های بادگیر - میکی رونی – بی‌تجربه‌ها - جیمز استوارت – آقای اسمیت به واشنگتن می‌رود | - ویوین لی – بر باد رفته - بت دیویس – پیروزی سیاه - آیرین دان – رابطه عاشقانه - گرتا گاربو – نینوتچکا - گریر گارسون – خداحافظ، آقای چیپس |
| جایزه اسکار بهترین بازیگر نقش مکمل مرد | جایزه اسکار بهترین بازیگر نقش مکمل زن |
| - توماس میچل – دلیجان - برایان اهرن – خوارز (فیلم) - هری کری (بازیگر) – آقای اسمیت به واشنگتن می‌رود - برایان دانلوی – بو ژست - کلود رینس – آقای اسمیت به واشنگتن می‌رود | - هتی مک‌دانل – بر باد رفته - اولیویا دی هاویلند – بر باد رفته - جرالدین فیتزجرالد – بلندی‌های بادگیر - ادنا می اولیور – طبل‌ها با چرخش پا - ماریا اوسپنسکایا – رابطه عاشقانه |
| جایزه اسکار بهترین داستان | جایزه اسکار بهترین فیلم‌نامه اقتباسی |
| - آقای اسمیت به واشنگتن می‌رود – لوئیس آر فاستر - رابطه عاشقانه – میلدرد کرام و لئو مک‌کری - مادر مجرد – فلیکس جکسون - نینوتچکا – ملخیور لنجل - آقای لینکلن جوان – لامار تروتی | - بر باد رفته – سیدنی هاوارد - نینوتچکا – چارلز براکت، والتر رایش و بیلی وایلدر - آقای اسمیت به واشنگتن می‌رود – سیدنی باکمن - بلندی‌های بادگیر – بن هکت و چارلز مک‌آرتور - خداحافظ، آقای چیپس – اریک ماسکویتس ، رابرت سدریک شریف و کلودین وست |
| جایزه اسکار بهترین فیلم کوتاه، تک حلقه ای | جایزه اسکار بهترین فیلم کوتاه، دو حلقه ای |
| - مادر مجرد – پارامونت پیکچرز - اطلاعات لطفا – آر.ک.ئو - پیامبر بدون افتخار – مترو گلدوین مایر - شمشیر ماهیگیری – وارنر برادرز | - پسران آزادی – وارنر برادرز - رانندگی مست – مترو گلدوین مایر - پنج بار پنج – آر.ک.ئو |
| جایزه اسکار بهترین پویانمایی کوتاه | جایزه اسکار بهترین موسیقی فیلم (امتیاز دهی) |
| - جوجه اردک زشت – شرکت والت دیزنی و آر.ک.ئو - دور زدن آمریکا – وارنر برادرز - صلح بر روی زمین – مترو گلدوین مایر - اشاره‌گر – شرکت والت دیزنی و آر.ک.ئو | - دلیجان – ریچارد هیجمن، دبلیو. فرانک هارلینگ، جان لایپولد و لئو شوکن - ویکتور هربرت بزرگ – فیل بوتلژ و آرتور لنگ - موش‌ها و آدم‌ها – آرون کوپلند - بی‌تجربه‌ها – راجر ایدنس و جرجی استول - او با پلیس ازدواج کرد – سای فوئر - حادثه عشقی – لو فوربس - زندگی خصوصی الیزابت و اسکس – اریک ولفگانگ کورنگلد - گوژپشت نتردام – آلفرد نیومن - آنها باید موسیقی داشته باشند – آلفرد نیومن - عشق اول – چارلز پره‌وین - رودخانه سوان – لوئیس سیلورز - آقای اسمیت به واشنگتن می‌رود – دیمیتری تیومکین - راه پایین جنوب – ویکتور یانگ |
| جایزه اسکار بهترین موسیقی فیلم (امتیاز اصلی) | جایزه اسکار بهترین ترانه |
| - جادوگر شهر از – هربرت استوتهارت - پرستار ادیت کاول – آنتونی کالینز - موش‌ها و آدم‌ها – آرون کوپلند - مردی با نقاب آهنین – لود گلاسکین و لوسین موراویک - برای همیشه از شما – ورنر جنسن - فصل باران آمد – آلفرد نیومن - بلندی‌های بادگیر – آلفرد نیومن - پیروزی سیاه – ماکس اشتاینر - بر باد رفته – ماکس اشتاینر - مرد محبوب و موفق – ویکتور یانگ - سفرهای گالیور – ویکتور یانگ - مرد فاتح – ویکتور یانگ | - "بر فراز رنگین‌کمان" - جادوگر شهر از – موسیقی: هارولد آرلن; ترانه‌ها: ییپ هاربرگ - "وفاداری برای همیشه" - سفرهای گالیور – موسیقی: رالف رینجر; ترانه‌ها: لئو رابین - "من قلبم را روی ترانه ریختم" - دومین ویولن – موسیقی و ترانه‌ها: ایروینگ برلین - "مایل بودن" - رابطه عاشقانه – موسیقی و ترانه‌ها: بادی دی سیلوا |
| جایزه اسکار بهترین صداگذاری | جایزه اسکار بهترین طراحی صحنه |
| - وقتی فردا فرا می رسد – برنارد بی. براون - آقای اسمیت به واشنگتن می‌رود – جان پی. لیوادری - خداحافظ، آقای چیپس – ا. و. واتکینز - موش‌ها و آدم‌ها – المر رگوزه - بالالایکا – داگلاس شیرر - ویکتور هربرت بزرگ – لورن ل. رایدر - مرد فاتح – چارلز ل. لوتنز - گوژپشت نتردام – جان او. آلبرگ - بر باد رفته – توماس تی. مولتون - فصل باران آمد – ادموند اچ هانسن - زندگی خصوصی الیزابت و اسکس – نیتن لوینسون  | - بر باد رفته – لایل آر. ویلر - آقای اسمیت به واشنگتن می‌رود – لیونل بنکس - بلندی‌های بادگیر – جیمز بسوی - فصل باران آمد – ویلیام اس. درلینگ و جورج دادلی - بو ژست – هانس درایر و رابرت اودل - جادوگر شهر از – سدریک گیبنز و ویلیام ای. هورنینگ - زندگی خصوصی الیزابت و اسکس – آنتون گروت - کاپیتان خشمگین – چارلز دی. هال - مرد فاتح – جان ویکتور مکی - عشق اول – جک اوترسون و مارتین اوبزینا - رابطه عاشقانه – ون نز پولگلاز و آلفرد هرمان - دلیجان – الكساندر تولوبوف                                                |
| جایزه اسکار بهترین فیلمبرداری، سیاه و سفید | جایزه اسکار بهترین فیلمبرداری، رنگی |
| - بلندی‌های بادگیر – گرگ تولند - گونگا دین – جوزف اچ. آوگوست - بانوی مناطق استوایی – نوربرت برودین - خوارز – تونی گائودیو - دلیجان – برت گلنن - فصل باران آمد – آرتور سی. میلر - ویکتور هربرت بزرگ – ویکتور میلنر - حادثه عشقی – گرگ تولند - عشق اول – جوزف ولنتاین - فقط فرشتگان بال دارند – جوزف واکر                                                                                                | - بر باد رفته – ارنست هالر و ری رناهان - چهار پر – ژرژ پرینال و اسموند بورادایل - زندگی خصوصی الیزابت و اسکس – سول پالیتو و دبلیو. هوارد گرین - طبل‌ها با چرخش پا – ری رناهان و برت گلنن - جادوگر شهر از – هرولد راسن - میکادو – ویلیام وی. اسکال |
| جایزه اسکار بهترین تدوین | جایزه اسکار بهترین جلوه‌های تصویری |
| - بر باد رفته – هال سی. کرن و جیمز ئی. نیوکام - خداحافظ، آقای چیپس – چارلز فرند - آقای اسمیت به واشنگتن می‌رود – جین هولیک و ال کلارک - دلیجان – اوتو لوورینگ و دوروتی اسپنسر - فصل باران آمد – باربارا مک‌لین | - فصل باران آمد – فرد سرسن (تصویر) و ادموند اچ هانسن (صدا) - بر باد رفته – جک کاسگروو (تصویر) ، فرد آلبین و آرتور جانز (صدا) - فقط فرشتگان بال دارند – روی دیویدسون (تصویر) و ادوین سی. هان (صدا) - اتحادیه اقیانوس آرام – فارسیوت ادوارت و گوردون جنینگز (تصویر) ، لورن ال. رایدر (صدا) - جادوگر شهر از – ال. آرنولد ژیلسپی (تصویر) و داگلاس شیرر (صدا) - زندگی خصوصی الیزابت و اسکس – بایرون هاسکین (تصویر) و نیتن لوینسون (صدا) - دائم الخمر سفر می کند – روی سیورایت (تصویر)                                      |

## جایزه اسکار افتخاری
جوایز افتخاری آکادمی به:
- داگلاس فربنکس، " سهم بی نظیر و برجسته داگلاس فیربانکس بعنوان اولین رئیس آکادمی ، در توسعه بین المللی فیلم های سینمایی".
- صندوق فیلم و تلویزیون " قدردانی از خدمات برجسته به صنعت در طول سال گذشته و رهبری کردن پیشرفت آن".
- تقدیم به ژان هرشولت، رئیس جمهور ؛ رالف مورگن، رئیس کمیته اجرایی ؛ رالف بلاک، معاون اول رئیس جمهور ؛ و کنراد نیگل.
- ویلیام کمرون مینزیز " برای دستاوردهای برجسته در استفاده از رنگ برای افزایش حالت دراماتیک در فیلم بر باد رفته.
- شرکت تکنی‌کالر ، " بخاطر مشارکت خود در ساختن نگاتیو های سه رنگ روی صفحه و ایجاد موفقیت آمیز تصویر رنگی " .

## جایزه اسکار یادبود ایروینگ جی. تالبرگ
جایزه اسکار یادبود ایروینگ جی. تالبرگ به تهیه کننده آمریکایی دیوید او. سلزنیک اهدا شد.

## جایزه اسکار نوجوانان
جایزه نوجوانان آکادمی به جودی گارلند در نقش دوروتی گیل برای فیلم جادوگر شهر از اهدا شد.

## مجریان مراسم اسکار
| مجری                      | جایزه (ها)                                                                                          |
| ------------------------- | --------------------------------------------------------------------------------------------------- |
| داریل اف. زانوک           | جوایز علمی و فنی ، تدوین فیلم ، ضبط صدا ، فیلمبرداری ، طراحی صحنه و جلوه های ویژه                   |
| ژن باک                    | جوایز موسیقی فیلم و ترانه                                                                           |
| باب هوپ                   | جایزه فیلم های کوتاه                                                                                |
| میکی رونی                 | اهدای جایزه اسکار نوجوانان به جودی گارلند                                                           |
| مروین لیروی               | جایزه بهترین کارگردانی                                                                              |
| سینکلر لوئیس              | جوایز بهترین نویسندگان                                                                              |
| ی. فرانک فریمن            | جایزه بهترین فیلم                                                                                   |
| بسیل اوکانر               | اهدای جوایز ویژه به ژان هرشولت ، رالف مورگن ، رالف بلاک و کنراد نیگل.                               |
| دکتر ارنست مارتین هاپکینز | جایزه اسکار یادبود ایروینگ جی. تالبرگ                                                               |
| والتر وانگر               | بزرگداشت داگلاس فربنکس                                                                              |
| فی بینتر                  | اهدای جوایز به بهترین بازیگر نقش مکمل مرد ( توماس میچل ) و بهترین بازیگر نقش مکمل زن ( هتی مک‌دنیل ) |
| اسپنسر تریسی              | اهدای جوایز به بهترین بازیگر نقش اول مرد ( رابرت دونات ) و بهترین بازیگر نقش اول زن ( ویوین لی )    |